# Ciclismo en los Juegos Suramericanos de 2014 – BMX masculino
La prueba de BMX: Time Trial Masculino de ciclismo BMX en Santiago 2014 se llevó a cabo íntegramente el 9 de marzo de 2014 en la Pista BMX Santiago 2014. Participaron en la prueba 16 ciclistas.

## Resultados

### Clasificación[1]

#### Serie 1
| Rank | Nacionalidad | Ciclista           | Carrera 1    | Carrera 2  | Carrera 3  | Puntos Totales | Notas |
| ---- | ------------ | ------------------ | ------------ | ---------- | ---------- | -------------- | ----- |
| 1    | Colombia     | Carlos Oquendo     | 33.750 - 1   | 33.860 - 1 | 33.380 - 1 | 3              | Q     |
| 2    | Brasil       | Carlos Ramírez     | 34.630 - 3   | 34.490 - 3 | 34.370 - 2 | 8              | Q     |
| 3    | Venezuela    | Jonathan Suárez    | 35.220 - 4   | 34.400 - 2 | 35.890 - 4 | 10             | Q     |
| 4    | Brasil       | Miguel Dixini      | 34.450 - 2   | Rel - 10   | 34.630 - 3 | 15             | Q     |
| 5    | Argentina    | Ernesto Pizarro    | 1:31.290 - 6 | 36.930 - 4 | 44.080 - 6 | 16             |       |
| 6    | Bolivia      | Jaime Quintanilla  | Rel - 10     | 37.950 - 5 | 36.870 - 5 | 20             |       |
| 7    | Chile        | José Miguel Concha | 55.200 - 5   | Rel - 10   | NC - 10    | 25             |       |
| 8    | Chile        | Elías Aguirre      | NT - 8       | NC - 10    | NC - 10    | 28             |       |

#### Serie 2
| Rank | Nacionalidad | Ciclista           | Carrera 1  | Carrera 2  | Carrera 3    | Puntos Totales | Notas |
| ---- | ------------ | ------------------ | ---------- | ---------- | ------------ | -------------- | ----- |
| 1    | Argentina    | Federico Villegas  | 31.350 - 1 | 34.050 - 1 | 33.610 - 1   | 3              | Q     |
| 2    | Brasil       | Renato Rezende     | 33.000 - 3 | 36.270 - 5 | 34.510 - 2   | 10             | Q     |
| 3    | Argentina    | Gonzalo Molina     | 39.490 - 5 | 34.650 - 2 | 35.140 - 4   | 11             | Q     |
| 4    | Ecuador      | Emilio Falla       | 32.130 - 2 | 53.560 - 8 | 35.130 - 3   | 13             | Q     |
| 5    | Ecuador      | Nicolás Palacios   | 36.250 - 4 | 35.970 - 4 | 35.970 - 5   | 13             |       |
| 6    | Venezuela    | Jholman Sivira     | 43.890 - 6 | 44.330 - 7 | 36.010 - 6   | 19             |       |
| 7    | Argentina    | César Montenegro   | NT - 8     | 34.930 - 3 | 1:11.610 - 8 | 19             |       |
| 8    | Aruba        | Zaithyel Soekander | 50.660 - 7 | 39.700 - 6 | 51.320 - 7   | 20             |       |

### Final
| Rank              | Nacionalidad | Ciclista          | Tiempo Total | Diferencia |
| ----------------- | ------------ | ----------------- | ------------ | ---------- |
| Medalla de oro    | Brasil       | Renato Rezende    | 34.500       |            |
| Medalla de plata  | Argentina    | Federico Villegas | 34.590       | +0.090     |
| Medalla de bronce | Argentina    | Gonzalo Molina    | 37.480       | +2.980     |
| 4                 | Venezuela    | Jonathan Suárez   | 37.730       | +3.230     |
| 5                 | Ecuador      | Emilio Falla      | 39.310       | +4.810     |
| 6                 | Brasil       | Miguel Dixini     | 59.210       | +24.710    |
| 7                 | Colombia     | Carlos Ramirez    | 1:11.240     | +36.740    |
| 8                 | Colombia     | Carlos Oquendo    | 1:27.430     | +52.930    |

NC: No comienza; NT: No termina; Rel: Relegado